# Dicliptera brachiata
Dicliptera brachiata là một loài thực vật có hoa trong họ Ô rô. Loài này được (Pursh) Spreng. mô tả khoa học đầu tiên năm 1824.